# Hakoah Równe
Hakoah Równe (hebr. ‏מועדון ספורט יהודי הכח ראָװנע‎) – żydowski klub piłkarski z siedzibą w mieście Równe (obecnie na Ukrainie), działający w latach 1932–1934.

## Historia
Chronologia nazw:
- 1932: Ż.K.S. [Żydowski Klub Sportowy] Hakoah Równe
- 1934: klub rozwiązano

Żydowski Klub Sportowy Hakoah zostało założone w Równem na początku lat 30. XX wieku. W 1932 zespół debiutował w rozgrywkach Klasy B Wołyńskiego OZPN, przegrywając w meczu finałowym o tytuł mistrza Klasy B klubowi Hasmonea z Łucka. W następnym sezonie startował w grupie Równe Klasy A, a w 1934 zajął przedostatnie 9.miejsce w Klasie A. Jednak po zakończeniu sezonu klub został zlikwidowany i nie startował w rozgrywkach 1935 roku.

## Sukcesy

### Trofea międzynarodowe
Nie uczestniczył w rozgrywkach europejskich (stan na 31-05-2024).

### Trofea krajowe
| \| \| Zdobyte trofea w rozgrywkach Polski (stan na: 31-05-2024) \| |                                                           |      |          |
| Rozgrywki                                                          | Osiągnięcie                                               | Razy | Sezon(y) |
| Mistrzostwo                                                        | I miejsce                                                 | 0    |          |
| Mistrzostwo                                                        | II miejsce                                                | 0    |          |
| Mistrzostwo                                                        | III miejsce                                               | 0    |          |
| Puchar                                                             | zdobywca                                                  | 0    |          |
| Puchar                                                             | finalista                                                 | 0    |          |
| II liga                                                            | I miejsce                                                 | 0    |          |
| II liga                                                            | II miejsce                                                | 0    |          |
| II liga                                                            | III miejsce                                               | 0    |          |
| Polska                                                             | Zdobyte trofea w rozgrywkach Polski (stan na: 31-05-2024) |      |          |

## Poszczególne sezony

### Rozgrywki międzynarodowe

#### Europejskie puchary
Klub nie uczestniczył w rozgrywkach europejskich.

### Rozgrywki krajowe
| \| Polska \| Bilans występów klubu w rozgrywkach piłkarskich Polski (Stan na 31 maja 2024 r.) \| \| |                                                                                  |        |       |   |   |   |    |    |     |           |        |        |      |
| Poziom                                                                                              | Rozgrywki                                                                        | Sezony | Mecze | Z | R | P | B+ | B– | Pkt | Lata      | Awanse | Spadki | Naj. |
| I                                                                                                   | Liga                                                                             | 0      |       |   |   |   |    |    |     |           |        |        |      |
| II                                                                                                  | Klasa A / Liga Okręgowa                                                          | 2      |       |   |   |   |    |    |     | 1933–1934 | 0      | 1      | 4    |
| III                                                                                                 | Klasa B / Klasa A                                                                | 1      |       |   |   |   |    |    |     | 1932      | 1      | 0      | 2    |
| IV                                                                                                  | Klasa C / Klasa B                                                                | 0      |       |   |   |   |    |    |     |           |        |        |      |
| | Puchar Polski                                                                    | 0      |       |   |   |   |    |    |     |           |        |        |      |
| Polska                                                                                              | Bilans występów klubu w rozgrywkach piłkarskich Polski (Stan na 31 maja 2024 r.) |        |       |   |   |   |    |    |     |           |        |        |      |

## Struktura klubu

### Stadion
Drużyna rozgrywała swoje mecze domowe w Równem na stadionie Hakoahu.

## Kibice i rywalizacja z innymi klubami

### Derby
- PKS Równe
- Sokół Równe
- Hallerczyk Równe
- Pogoń Równe
- Hasmonea Równe
- Makkabi Równe
- Sparta Równe
- Kadimah Równe
- Horyń Równe
- Szormija Równe